# Esporte Clube Rio Pardo
Esporte Clube Rio Pardo é um clube brasileiro de futebol da cidade de Ribas do Rio Pardo, no estado de Mato Grosso do Sul, fundado em 1998. Em 2009 disputou o Campeonato Sul-Mato-Grossense - Série B.

## Desempenho em competições

### Campeonato Sul-Mato-Grossense - 1ª Divisão
| Ano  | Posição |
| 1998 | ?º      |

### Campeonato Sul-Mato-Grossense - 2ª Divisão
| Ano  | Posição |
| 2009 | 7º      |